# 若狭松御願
座標: 北緯26度38分36秒 東経127度51分50秒 / 北緯26.643331度 東経127.863997度
若狭松御願（ワカサマチウガン）は、沖縄県国頭郡本部町の瀬底島にある、複数の拝所のうちのひとつ。

## 概要

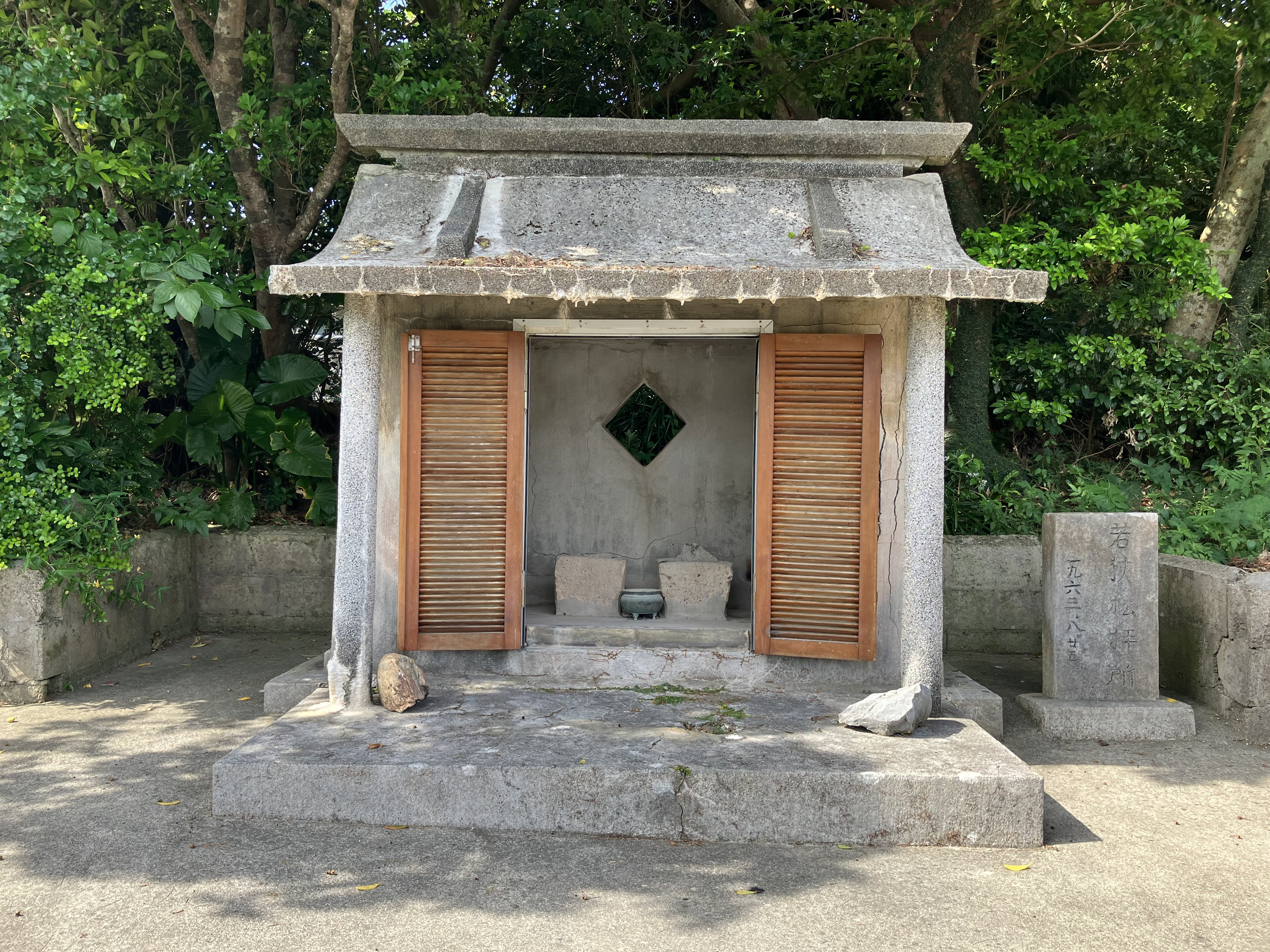
若狭松御願

ウチマンモー（ウチマン毛、ウチマ毛など）と呼ばれる広場の南西に隣接する。かつて松の木が生えていたことからそう名付けられたが、その松は現存しない。
瀬底には年間25回の祭祀行事があり、主にウフユミシヌグイ(後述)の3日目、6日目に拝まれる。

## 祭事
7月に行われる、ウフユミシヌグイ（大弓シヌグイ)という、悪風祓いや豊穣、村人の健康、繁栄の祈願も兼ねた数日間連続して行われる祭礼と深くかかわっている。3日目のウフユミでは直接参られ、6日目のワカサマチウガンという祭礼では、若狭松御願に神職（神人）と人々が集まり、様々な供え物を供えたうえで、祈願が行われる。

## その他
若狭松御願に隣接したウチマンモーの南側に慰霊塔が存在しており、第2次世界大戦で戦没した軍人、軍属の柱が祀られている。1955年に建立された。

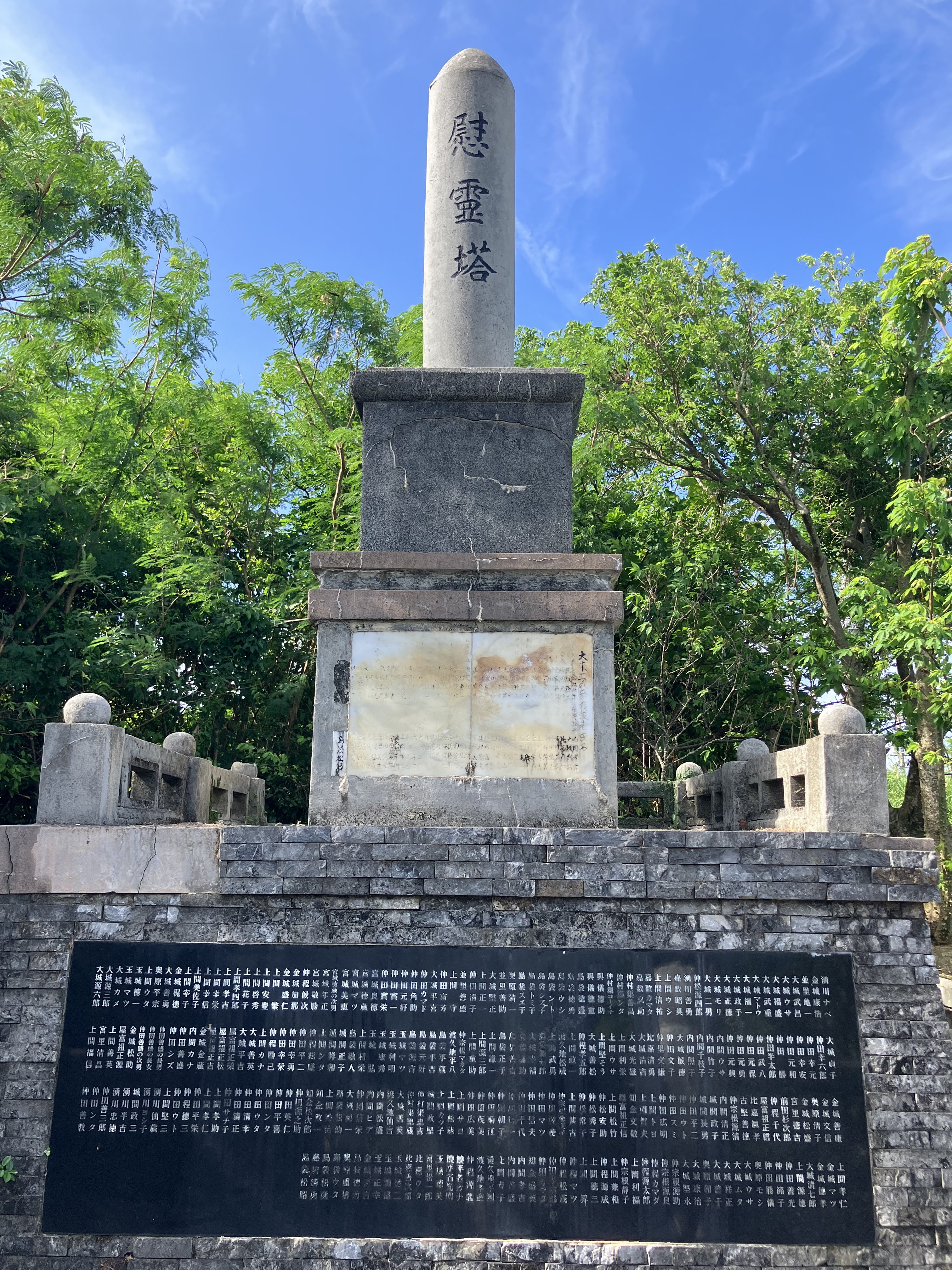
同じくウチマンモーに隣接する慰霊塔